# Sophia Mason
Sophia Mason (1995) is een Nederlands-Brits zangeres en danseres. 

## Biografie
Sophia Mason studeerde af aan de Academie voor Theater en Dans. Ze werkte samen met artiesten zoals Keone & Mariel Madrid, Ed Wubbe en Isabelle Beernaart. Daarnaast verzorgde ze de choreografie van artiesten zoals Meau en Duncan Laurence.
Mason verkreeg bekendheid toen ze in 2019 meedeed aan de SBS6 talentenjacht DanceSing. Ze schopte het tot de finale waarin ze op de twee plek eindigde. Op de afterparty van het programma leerde ze Rolf Sanchez kennen, waarmee ze een relatie kreeg.
Mason bedacht de choreografie en was te zien in de videoclip van het nummer Más Más Más van Sanchez. In 2021 brachten Sanchez en Mason samen het nummer Ik geloof in ons uit. In 2022 bracht Mason de single Slapen in de regen uit.
Op 18 mei 2023 maakten Mason en Sanchez bekend niet meer samen te zijn. Een halfjaar later hoopte Sanchez op een liefdesreünie.
In april 2024 brengt Mason de single Open Water uit.
In mei 2024 neemt Mason als achtergrondzangeres van Joost Klein deel aan het Eurovisiesongfestival 2024. Op 9 mei 2024 weten ze vanuit de tweede halve finale door te stoten naar de finale. Door een incident backstage werd Klein echter gediskwalificeerd, waardoor ook voor Mason een vroegtijdig einde aan haar songfestivalavontuur komt.

## Discografie

### Singles
- "Stil in mij" (2022)
- "Jij kent mij beter" (2022)
- "Bijzonder" (2022)
- "Slapen in de regen" (2022)
- "App me als je thuis bent" (2023)
- "Open Water" (2024)